# Château de Preyssac
Le château de Preyssac (ou Pressac) est un château du XIVe siècle inscrit au titre des monuments historiques et situé à Daignac, dans le département français de la Gironde et la région naturelle de l'Entre-deux-Mers.

## Localisation
Le château est établi dans la région de l'Entre-deux-Mers, à 30 kilomètres à l'est de Bordeaux, dans le canton des Coteaux de Dordogne. Il est situé au sud de Daignac.

## Histoire
Thibaud et son neveu Bernard-Arnaud de Preissac-La Trau, lui-même neveu du pape Clément V par sa mère Galharda Vitale (Gaillarde)de Goth, reçoivent (en récompense de leurs services rendus au roi d'Angleterre-duc d'Aquitaine) des terres sur la commune de Daignac (33) où ils édifient une maison-forte. (la construction de ce château a été autorisée par le roi d'Angleterre en 1305 ; la référence précédente à des services rendus pendant la guerre de Cent Ans est un anachronisme !)

## Architecture
Édifié à partir du XIVe siècle, le château de Preyssac conserve de cette époque la base de ses murs, deux étages des tours dites de la Porte et une partie de la tour octogonale. Les ouvertures datent du XVe siècle et la salle voutée, à droite de la porte, du XVIe siècle. Il est remanié au début du XIXe siècle.
La fuie monumentale, construite en 1574, est surmontée d'un dôme appareillé et orné de lucarnes décorées.

## Protection du patrimoine
Le château est inscrit au titre des monuments historiques par arrêté du 15 juin 1951. Il est la propriété d'une personne privée.